# Joseph Capgras
Jean Marie Joseph Capgras (* 23. August 1873 in Verdun-sur-Garonne; † 30. September 1950 in Dijon) war ein französischer Psychiater.

## Leben
Er schloss sein Medizinstudium in Toulouse ab. 1909 erschien seine erste Publikation. 1929 wurde er Direktor der psychiatrischen Klinik „Sainte-Anne“ in Paris. Nach dem Zweiten Weltkrieg verließ er diese und verbrachte seine letzten Lebensjahre in Dijon, wo er 1950 einen Herzinfarkt erlitt, an dessen Folgen er schließlich starb.
Joseph Capgras ist Erstbeschreiber des 1929 nach ihm benannten Capgras-Syndroms.